# Bâtiment de l'imprimerie nationale de Serbie
Le bâtiment de l'imprimerie nationale (en serbe cyrillique : Зграда Државне штампарије ; en serbe latin : Zgrada Državne štamparije) est situé à Belgrade, la capitale de la Serbie, dans la municipalité urbaine de Savski venac. Construit entre 1936 et 1940, il est inscrit sur la liste des biens culturels de la ville de Belgrade.
Le bâtiment de l'imprimerie nationale est situé 17 Bulevar Vojvode Mišića.

## Présentation
L'imprimerie nationale de Serbie a été fondée en 1831 et constitue l'une des plus anciennes institutions de la principauté de Serbie. Un nouvel immeuble a été conçu pour elle par l'architecte Dragiša Brašovan et construit entre 1936 et 1940, à l'intérieur du complexe urbain, industriel et routier du quartier de Mostar. Le bâtiment est constitué de plusieurs étages bâtis sur un plan dynamique ; c'est le premier édifice de Belgrade où le béton armé a été utilisé pour former la structure intérieure de l'ensemble. Les façades sont constituées de masses rectangulaires imbriquées avec une prolongation semi-cylindrique en verre sur le toit. L'imprimerie nationale, caractéristique du modernisme architectural et constitue l'une des créations les plus abouties de Dragiša Brašovan.
Le bâtiment abrite aujourd'hui le BIGZ (Beogradski izdavačko-grafički zavod), l'« Institut belgradois d'éditions graphiques ».